# حريق مدرسة زيشنغ
حريق مدرسة زيشنغ في 25 يونيو 2021 أدى حريق شب في مدرسة فنون الدفاع عن النفس في زيشنغ هينان الصين، إلى مقتل 18 شخصًا على الأقل.
في الساعة 3 صباحًا يوم 25 يونيو 2021 ، اندلع حريق في مركز زينكسنغ للفنون القتالية، الذي يدرّس فنون الدفاع عن النفس. تقع المدرسة في محافظة زيشنغ في مقاطعة هينان في الصين. قُتل ما لا يقل عن 18 شخصًا وأصيب 16 آخرون. وكان معظم الضحايا من التلاميذ الذين عاشوا ودرسوا هناك.